# Arthur Nebe
Arthur Nebe (13 de novembre de 1894, Berlín - 21 març de 1945, Berlín) va ser un alt oficial alemany de la Schutzstaffel i de la policia alemanya durant la Segona Guerra Mundial. Va morir penjat per la mateixa SS per la seva implicació en l'intent d'assassinat de Hitler el 20 de juliol de 1944.
Fill d'un mestre d'escola protestant, Nebe s'allistà voluntari durant la Primera Guerra Mundial i va ser assignat al Batalló d'Exploradors 17 d'Infanteria. Va ser ferit amb gas en dues ocasions. El 1920 va ingressar al servei actiu de la Policia, arribant a ser comissari quatre anys més tard. Va ser també aquest any, exactament el 15 d'agost de 1924, quan es va casar amb Elise Schaeffer amb qui va tenir la seva única filla, anomenada Gisela.
El seu ingrés en el Partit nazi i a les Sturmabteilung va tenir lloc l'1 de juliol de 1931 i va ser nomenat cap de la Kriminalpolizei berlinesa, adscrit a la SD al juliol de 1938. El 27 de setembre de 1939, és nomenat Cap del Amt (Secció) V, denominada Kriminalpolizei o Kripo, de l'Oficina Central de Seguretat del Reich, càrrec que va ocupar fins al 21 de juliol de 1944. Aquest organisme policial va tenir com a tasca la persecució dels delictes comuns i criminals a Alemanya.
Al juny de 1941 i fins al novembre d'aquest mateix any, és designat comandant del Einsatzgruppen B, a Belarús on va ser responsable de l'extermini de 45.467 jueus detinguts en territori soviètic a través d'execucions sumàries.
Després d'aquesta tasca es vincula amb els grups de resistència clandestina de l'Exèrcit alemany amb qui participa en l'Operació Valquiria, el pla per enderrocar el govern nazi d'Alemanya, durant el fallit atemptat amb bomba del Coronel Claus von Stauffenberg. A partir d'aquest dia és descobert i simula el seu suïcidi en un riu de Berlín. A finals de juliol de 1944, contacteu Adelheid Gobbin, una funcionària de la Policia de Berlín i li demana ajuda per amagar-se, inicialment Gobbin l'oculta al seu apartament, després ho situa a la rodalia del Llac Motzen, al sud de Berlín amb la família Frick.
Com Gobbin havia estat amant de Nebe, el gener de 1945, la Gestapo l'arresta novament i la sotmet a una forta pressió. El SS-Sturmbannführer Willy Litzenberg, un investigador de la Gestapo deté la seva mare i germana i l'amenaça d'afusellar a les tres si no revela el parador de Nebe, la funcionària s'enfonsa i delata la ubicació de l'antic cap policial. La Gestapo aplana la residència i deté Nebe i a Walter Frick, propietari del lloc. Portat a Judici és condemnat a mort i penjat al costat de Frick, el 21 de març de 1945, a la presó de Plötzensee.